# Friedrich Leonhardi
Friedrich Adolf Leonhardi (* 8. April 1794 in Mengeringhausen; † 28. März 1837 ebenda) war ein deutscher Advokat, Regierungsprokurator und Abgeordneter im Fürstentum Waldeck.

## Leben
Leonhardi war Sohn des Johann Jacob Leonhardi (1755–1830) und dessen Ehefrau Marie Friederike Elisabeth Grebe (Graebe). Eduard Leonhardi und Ferdinand Leonhardi waren Brüder. Er war evangelischer Konfession und heiratete am 20. Januar 1843 in Mühlhausen (Waldeck) Luise Amalie (getauft Caroline) Klapp (* um 1803/04 in Ober-Gembeck; † 29. Dezember 1843 in Mengeringhausen), die Tochter des Advokaten Johann Friedrich Peter Klapp.
Leonhardi besuchte von 1807 (Tertia) bis 1813 (Prima) das Landesgymnasium in Korbach und studierte dann von 1814 bis 1817 Rechtswissenschaften an der Universität Göttingen. Nach dem Studium wurde er Advokat und Regierungsprokurator in Arolsen. Spätestens 1822 war er Sekretariatsakzessist in Mengeringhausen, wo er von Dezember 1824 bis zu seinem Tod Stadtsekretär war. Daher war er vom 21. Mai 1825 bis zu seinem Tode am 28. März 1837 Mitglied des Landstandes des Fürstentums Waldeck. 1824 wurde er vom Landtag zum städtischen Deputierten zur Landschaftlichen Kammer gewählt, ohne die Funktion anzutreten.